# Winster
Winster – wieś w Anglii, w hrabstwie Derbyshire, w dystrykcie Derbyshire Dales. Leży 27 km na północny zachód od miasta Derby i 209 km na północny zachód od Londynu. Miejscowość liczy 633 mieszkańców.